# Skruven är lös
Skruven är lös är en revy av Galenskaparna och After Shave. Den hade premiär på Stenhammarsalen i Göteborg den 11 september 1982 och blev Galenskaparna och After Shaves första revy tillsammans. Ett välkänt nummer ur revyn är "Bara sport", där Claes Eriksson skrivit en text till Sportextras signaturmelodi.
Ett annat nummer är där Claes Eriksson och Kerstin Granlund gör en satir på Arbetsförmedlingen. I  numret ska Kerstin söka ett meningsfullt jobb på en Sysselsättningsförmedling hos förmedlaren Claes – dit ingen kommit på tre år.
Gruppen firade sedan sina första 10 år tillsammans genom att sätta upp föreställningen på nytt. Denna gång spelade man inte i Stenhammarsalen som 1982, utan på Lorensbergsteatern i Göteborg, som nu var gruppens hemmascen. Denna jubileumsföreställning visades i svensk TV den 8 januari 1993.

## Inspelningar
Två nummer ur revyn, titelmelodin Skruven är lös, samt Bara sport gavs ut på en singelskiva 1982. Senare gavs hela revyn ut på en kassett. Jubileumsversionen från 1992 sändes i TV och har givits ut på VHS och DVD.

## Övrigt
Anders Eriksson lånade ut 10 000 kr av sina personliga besparingar för att gruppen skulle ha råd att hyra Stenhammarsalen. Fyra föreställningar var planerade, men det stora publiktrycket gjorde att det istället utökades till 35 stycken.